# Plac Franciszka Bahuszewicza w Mińsku
Plac Franciszka Bahuszewicza (biał. Плошча Францішка Багушэвіча) – plac w Mińsku, stolicy Białorusi. Jego nazwa upamiętnia Franciszka Bahuszewicza (1840–1900) – białoruskiego poetę, uczestnika powstania styczniowego, jednego z czołowych przedstawicieli nowoczesnej literatury białoruskiej.
Plac jest w istocie węzłem komunikacyjnym stanowiącym połączenie ronda i podwójnego skrzyżowania. Zbiegają się na nim ulice: Klary Cetkin, Niemiga oraz Prospekt Feliksa Dzierżyńskiego. Od zachodu przylega do niego niewielka ulica Zaułek Północny z zabytkowymi, drewnianymi domami – jedno z ostatnich miejsc, gdzie można zobaczyć ślady dawnego Mińska.
Na Prospekcie Dzierżyńskiego, na odcinku pomiędzy placem Bahuszewicza i wiaduktem kolejowym, wiosną 2006 r. doszło do jednego z najbardziej brutalnych przypadków rozpędzenia opozycyjnej demonstracji przez białoruską milicję. Wkrótce po marcowych wyborach prezydenckich jeden z kandydatów, Alaksandar Kazulin, wezwał demonstrantów protestujących przeciwko fałszerstwom do marszu na więzienie, gdzie przebywali wcześniej zatrzymani. W tym miejscu uczestnicy marszu zostali zaatakowani przez oddziały OMON-u pod dowództwem Dzimitra Pauliczenki. Ze względu na zagłębienie drogi, wysokich skarp i płotów po jej bokach, niemożliwa była ucieczka na boki. Wiele osób zostało wówczas silnie pobitych przez milicję; prawdopodobnie były także przypadki śmiertelne.